# Pictures (Katie Melua-album)
Pictures is het derde studioalbum van de in Georgië geboren Britse zangeres Katie Melua. Het album werd uitgebracht op 1 oktober 2007. Het album piekte 4 weken op nummer 1 in de Nederlandse Album Top 100 en werd, ondanks dat het pas enkele maanden uit was, het bestverkochte album van 2007.

## Geschiedenis
Voor haar derde album nam Melua voor het eerst de tijd om nieuwe nummers te schrijven. Daarbij kwam ze op het idee om het album op een bepaald onderwerp te baseren. Dat werd uiteindelijk een filmisch thema met nummers als Mary Pickford en Scary Films. Dirty Dice is gebaseerd op de oude spaghettiwestern en What I Miss About You kreeg een filmische verhaallijn.

We needed a new element which came from me being a huge horror film fan. Initially, the concept was to be songs inspired by the music in Tarantino movies – Chuck Berry, Dusty Springfield, lots of cowboy movie music. In the end, it was too tricky to have every song slot into such a narrow mould, so ‘Pictures’ evolved with a more general filmic theme.

(We hadden de behoefte aan iets nieuws wat uiteindelijk bij mij vandaan kwam als grote liefhebber van horrorfilms. Aanvankelijk was het idee dat het album vol kwam met nummers geïnspireerd op de muziek in de films van Tarantino - Chuck Berry, Dusty Springfield, veel cowboyfilmmuziek. Uiteindelijk was dat te lastig en heeft Pictures een meer algemeen filmisch thema gekregen.)
— Katie Melua

Na Pictures gingen Melua en haar vaste tekstschrijver en producer Mike Batt uit elkaar. De zangeres wilde haar identiteit verder verkennen en Batt wilde zich op andere projecten richten.

### iTunes
In veel landen, waaronder het Verenigd Koninkrijk en Australië, begon de verkoop van Pictures op iTunes al op 2 september 2007, waarschijnlijk ten gevolge van een fout. In eerste instantie was het onduidelijk of het een fout was. Maar moderatoren van allerlei forums over Katie Melua verwijderden reacties over de vroege verschijningsdatum. Na het klikken op de "Tell A Friend"-link in iTunes, verscheen het bericht dat het album pas vanaf 29 september verkrijgbaar was, wat erop duidde dat het album nog niet beschikbaar behoorde te zijn. Er stond ook niets vermeld over een vroegere datum voor iTunes op Melua's officiële website.
Op 3 september 2007 was het album niet meer beschikbaar op iTunes, met de foutmelding dat het album pas op 29 september 2007 verkrijgbaar zou zijn.

### Ontvangst
In Nederland werd Pictures net als voorganger Piece by Piece een nummer 1-hit. Al voordat het album in de winkel lag, bereikte het de platina-status. Ook in Zwitserland, Duitsland, Wallonië, Noorwegen, Denemarken en thuisland Verenigd Koninkrijk bereikte de cd de top 3. 

## Afspeellijst
| Nr. | Titel                   | Schrijver(s)                  | Duur |
| --- | ----------------------- | ----------------------------- | ---- |
| 1.  | Mary Pickford           | Mike Batt                     | 3:12 |
| 2.  | It's All in My Head     | Batt/Katie Melua              | 4:03 |
| 3.  | If the Lights Go Out    | Batt                          | 3:14 |
| 4.  | What I Miss About You   | Andrea McEwan/Melua           | 3:48 |
| 5.  | Spellbound              | Melua                         | 3:00 |
| 6.  | What It Says on the Tin | Batt                          | 3:44 |
| 7.  | Scary Films             | Batt                          | 4:02 |
| 8.  | Perfect Circle          | Molly McQueen/Melua           | 4:01 |
| 9.  | Ghost Town              | Batt/Melua                    | 3:31 |
| 10. | If You Were a Sailboat  | Batt                          | 4:02 |
| 11. | Dirty Dice              | McEwan/Melua                  | 3:39 |
| 12. | In My Secret Life       | Leonard Cohen/Sharon Robinson | 4:23 |

## Hitnotering
| "Pictures" in de Nederlandse Album Top 100 - binnen: 06-10-2007 | "Pictures" in de Nederlandse Album Top 100 - binnen: 06-10-2007 | "Pictures" in de Nederlandse Album Top 100 - binnen: 06-10-2007 | "Pictures" in de Nederlandse Album Top 100 - binnen: 06-10-2007 | "Pictures" in de Nederlandse Album Top 100 - binnen: 06-10-2007 | "Pictures" in de Nederlandse Album Top 100 - binnen: 06-10-2007 | "Pictures" in de Nederlandse Album Top 100 - binnen: 06-10-2007 | "Pictures" in de Nederlandse Album Top 100 - binnen: 06-10-2007 | "Pictures" in de Nederlandse Album Top 100 - binnen: 06-10-2007 | "Pictures" in de Nederlandse Album Top 100 - binnen: 06-10-2007 | "Pictures" in de Nederlandse Album Top 100 - binnen: 06-10-2007 | "Pictures" in de Nederlandse Album Top 100 - binnen: 06-10-2007 | "Pictures" in de Nederlandse Album Top 100 - binnen: 06-10-2007 | "Pictures" in de Nederlandse Album Top 100 - binnen: 06-10-2007 | "Pictures" in de Nederlandse Album Top 100 - binnen: 06-10-2007 | "Pictures" in de Nederlandse Album Top 100 - binnen: 06-10-2007 | "Pictures" in de Nederlandse Album Top 100 - binnen: 06-10-2007 | "Pictures" in de Nederlandse Album Top 100 - binnen: 06-10-2007 | "Pictures" in de Nederlandse Album Top 100 - binnen: 06-10-2007 | "Pictures" in de Nederlandse Album Top 100 - binnen: 06-10-2007 | "Pictures" in de Nederlandse Album Top 100 - binnen: 06-10-2007 | "Pictures" in de Nederlandse Album Top 100 - binnen: 06-10-2007 | "Pictures" in de Nederlandse Album Top 100 - binnen: 06-10-2007 | "Pictures" in de Nederlandse Album Top 100 - binnen: 06-10-2007 | "Pictures" in de Nederlandse Album Top 100 - binnen: 06-10-2007 | "Pictures" in de Nederlandse Album Top 100 - binnen: 06-10-2007 | "Pictures" in de Nederlandse Album Top 100 - binnen: 06-10-2007 | "Pictures" in de Nederlandse Album Top 100 - binnen: 06-10-2007 | "Pictures" in de Nederlandse Album Top 100 - binnen: 06-10-2007 | "Pictures" in de Nederlandse Album Top 100 - binnen: 06-10-2007 |
| Week                                                            | 01                                                              | 02                                                              | 03                                                              | 04                                                              | 05                                                              | 06                                                              | 07                                                              | 08                                                              | 09                                                              | 10                                                              | 11                                                              | 12                                                              | 13                                                              | 14                                                              | 15                                                              | 16                                                              | 17                                                              | 18                                                              | 19                                                              | 20                                                              | 21                                                              | 22                                                              | 23                                                              | 24                                                              | 25                                                              | 26                                                              | 27                                                              | 28                                                              | 29                                                              |
| --------------------------------------------------------------- | --------------------------------------------------------------- | --------------------------------------------------------------- | --------------------------------------------------------------- | --------------------------------------------------------------- | --------------------------------------------------------------- | --------------------------------------------------------------- | --------------------------------------------------------------- | --------------------------------------------------------------- | --------------------------------------------------------------- | --------------------------------------------------------------- | --------------------------------------------------------------- | --------------------------------------------------------------- | --------------------------------------------------------------- | --------------------------------------------------------------- | --------------------------------------------------------------- | --------------------------------------------------------------- | --------------------------------------------------------------- | --------------------------------------------------------------- | --------------------------------------------------------------- | --------------------------------------------------------------- | --------------------------------------------------------------- | --------------------------------------------------------------- | --------------------------------------------------------------- | --------------------------------------------------------------- | --------------------------------------------------------------- | --------------------------------------------------------------- | --------------------------------------------------------------- | --------------------------------------------------------------- | --------------------------------------------------------------- |
| Nummer                                                          | 1                                                               | 1                                                               | 1                                                               | 1                                                               | 2                                                               | 3                                                               | 6                                                               | 2                                                               | 4                                                               | 5                                                               | 4                                                               | 2                                                               | 6                                                               | 7                                                               | 7                                                               | 8                                                               | 7                                                               | 7                                                               | 10                                                              | 12                                                              | 17                                                              | 19                                                              | 21                                                              | 21                                                              | 23                                                              | 24                                                              | 20                                                              | 13                                                              | 12                                                              |
| Week                                                            | 30                                                              | 31                                                              | 32                                                              | 33                                                              | 34                                                              | 35                                                              | 36                                                              | 37                                                              | 38                                                              | 39                                                              | 40                                                              | 41                                                              | 42                                                              | 43                                                              | 44                                                              | 45                                                              | 46                                                              | 47                                                              | 48                                                              | 49                                                              | 50                                                              | 51                                                              |                                                                 | 52                                                              |                                                                 | 53                                                              | 54                                                              | 55                                                              |                                                                 |
| Nummer                                                          | 13                                                              | 19                                                              | 19                                                              | 21                                                              | 36                                                              | 40                                                              | 44                                                              | 45                                                              | 39                                                              | 50                                                              | 48                                                              | 38                                                              | 51                                                              | 41                                                              | 48                                                              | 49                                                              | 41                                                              | 49                                                              | 62                                                              | 71                                                              | 75                                                              | 76                                                              | uit                                                             | 100                                                             | uit                                                             | 95                                                              | 99                                                              | 91                                                              | uit                                                             |

| "Pictures" in de Vlaams Ultratop 200 - binnen: 06-10-2007 | "Pictures" in de Vlaams Ultratop 200 - binnen: 06-10-2007 | "Pictures" in de Vlaams Ultratop 200 - binnen: 06-10-2007 | "Pictures" in de Vlaams Ultratop 200 - binnen: 06-10-2007 | "Pictures" in de Vlaams Ultratop 200 - binnen: 06-10-2007 | "Pictures" in de Vlaams Ultratop 200 - binnen: 06-10-2007 | "Pictures" in de Vlaams Ultratop 200 - binnen: 06-10-2007 | "Pictures" in de Vlaams Ultratop 200 - binnen: 06-10-2007 | "Pictures" in de Vlaams Ultratop 200 - binnen: 06-10-2007 | "Pictures" in de Vlaams Ultratop 200 - binnen: 06-10-2007 | "Pictures" in de Vlaams Ultratop 200 - binnen: 06-10-2007 | "Pictures" in de Vlaams Ultratop 200 - binnen: 06-10-2007 | "Pictures" in de Vlaams Ultratop 200 - binnen: 06-10-2007 | "Pictures" in de Vlaams Ultratop 200 - binnen: 06-10-2007 | "Pictures" in de Vlaams Ultratop 200 - binnen: 06-10-2007 | "Pictures" in de Vlaams Ultratop 200 - binnen: 06-10-2007 | "Pictures" in de Vlaams Ultratop 200 - binnen: 06-10-2007 | "Pictures" in de Vlaams Ultratop 200 - binnen: 06-10-2007 | "Pictures" in de Vlaams Ultratop 200 - binnen: 06-10-2007 | "Pictures" in de Vlaams Ultratop 200 - binnen: 06-10-2007 | "Pictures" in de Vlaams Ultratop 200 - binnen: 06-10-2007 | "Pictures" in de Vlaams Ultratop 200 - binnen: 06-10-2007 | "Pictures" in de Vlaams Ultratop 200 - binnen: 06-10-2007 | "Pictures" in de Vlaams Ultratop 200 - binnen: 06-10-2007 | "Pictures" in de Vlaams Ultratop 200 - binnen: 06-10-2007 | "Pictures" in de Vlaams Ultratop 200 - binnen: 06-10-2007 | "Pictures" in de Vlaams Ultratop 200 - binnen: 06-10-2007 | "Pictures" in de Vlaams Ultratop 200 - binnen: 06-10-2007 | "Pictures" in de Vlaams Ultratop 200 - binnen: 06-10-2007 | "Pictures" in de Vlaams Ultratop 200 - binnen: 06-10-2007 |
| Week                                                      | 01                                                        | 02                                                        | 03                                                        | 04                                                        | 05                                                        | 06                                                        | 07                                                        | 08                                                        | 09                                                        | 10                                                        | 11                                                        | 12                                                        | 13                                                        | 14                                                        | 15                                                        | 16                                                        | 17                                                        | 18                                                        | 19                                                        | 20                                                        | 21                                                        | 22                                                        | 23                                                        | 24                                                        | 25                                                        | 26                                                        | 27                                                        | 28                                                        | 29                                                        |
| --------------------------------------------------------- | --------------------------------------------------------- | --------------------------------------------------------- | --------------------------------------------------------- | --------------------------------------------------------- | --------------------------------------------------------- | --------------------------------------------------------- | --------------------------------------------------------- | --------------------------------------------------------- | --------------------------------------------------------- | --------------------------------------------------------- | --------------------------------------------------------- | --------------------------------------------------------- | --------------------------------------------------------- | --------------------------------------------------------- | --------------------------------------------------------- | --------------------------------------------------------- | --------------------------------------------------------- | --------------------------------------------------------- | --------------------------------------------------------- | --------------------------------------------------------- | --------------------------------------------------------- | --------------------------------------------------------- | --------------------------------------------------------- | --------------------------------------------------------- | --------------------------------------------------------- | --------------------------------------------------------- | --------------------------------------------------------- | --------------------------------------------------------- | --------------------------------------------------------- |
| Nummer                                                    | 31                                                        | 10                                                        | 10                                                        | 10                                                        | 15                                                        | 22                                                        | 26                                                        | 31                                                        | 30                                                        | 33                                                        | 32                                                        | 31                                                        | 31                                                        | 33                                                        | 34                                                        | 35                                                        | 31                                                        | 29                                                        | 28                                                        | 34                                                        | 26                                                        | 29                                                        | 42                                                        | 64                                                        | 61                                                        | 56                                                        | 66                                                        | 64                                                        | 74                                                        |
| Week                                                      | 30                                                        | 31                                                        |                                                           | 32                                                        | 33                                                        |                                                           | 34                                                        | 35                                                        |                                                           | 36                                                        | 37                                                        | 38                                                        | 39                                                        | 40                                                        | 41                                                        | 42                                                        | 43                                                        | 44                                                        | 45                                                        | 46                                                        | 47                                                        | 48                                                        | 49                                                        | 50                                                        | 51                                                        |                                                           | 52                                                        |                                                           |                                                           |
| Nummer                                                    | 53                                                        | 68                                                        | uit                                                       | 72                                                        | 87                                                        | uit                                                       | 68                                                        | 95                                                        | uit                                                       | 89                                                        | 72                                                        | 74                                                        | 69                                                        | 63                                                        | 82                                                        | 79                                                        | 75                                                        | 91                                                        | 82                                                        | 89                                                        | 59                                                        | 42                                                        | 50                                                        | 68                                                        | 70                                                        | uit                                                       | 85                                                        | uit                                                       |                                                           |